# Faz Acreditar
Faz Acreditar é o primeiro álbum da banda de pop rock, F292. Foi gravado em meados de 2010 e lançado no mesmo ano. As faixas do CD mais conhecidas e aclamadas pelos fãs são "Faz Acreditar", "Alguém", "Eu e Você", "Jardim", e "Elas".

## Faixas
| CD             |                                    |         |  |
| N.º            | Título                             | Duração |  |
| 1.             | "Ou Não"                           | 2:57    |  |
| 2.             | "Futuro Certo"                     | 3:39    |  |
| 3.             | "Elas"                             | 3:54    |  |
| 4.             | "Menina"                           | 3:43    |  |
| 5.             | "Faz Um Tempo"                     | 2:15    |  |
| 6.             | "Faz Acreditar"                    | 4:30    |  |
| 7.             | "Eu E Você"                        | 3:51    |  |
| 8.             | "Jardim"                           | 4:33    |  |
| 9.             | "E o vento levou"                  | 4:15    |  |
| 10.            | "What a Heaven" (Música em inglês) | 5:05    |  |
| 11.            | "Alguém" (Part. Capital Inicial)   | 3:21    |  |
| Duração total: | Duração total:                     | 40:03   |  |

## Videoclipes
Apenas uma música deste CD teve videoclipe:
- Alguém

## Créditos
- Rafah - Vocal
- Tetê - Baixo
- Juan - Guitarra
- Gui - Bateria